# Polderhuis (Hoofddorp)
Het Polderhuis is een gebouw in Hoofddorp in de Nederlandse provincie Noord-Holland waar het waterschapsbestuur van de Haarlemmermeerpolder was gevestigd. De architect was Foeke Kuipers.
Van 1913 tot en met 1978 was hier het waterschap Haarlemmermeerpolder gevestigd en van 1 januari 1979 tot 1 januari 2005 was het Polderhuis het bestuurscentrum van het Waterschap Groot-Haarlemmermeer. Na de fusie met het Hoogheemraadschap van Rijnland wordt het Polderhuis verhuurd. Vanaf februari 2024 huurt Stichting Kinderopvang Haarlemmermeer (SKH) het Polderhuis als haar bedrijfsbureau. Samen met het Hoogheemraadschap van Rijnland stelt SKH het Polderhuis open op Open Monumenten Dag. De historische raadszaal op de eerste verdieping is te huur als trouw- of vergaderlocatie.
Het gebouw is gesitueerd aan de kruising (tegenwoordig een rotonde, het Beursplein) van de twee hoofdassen van de Haarlemmermeerpolder: De Hoofdvaart/Hoofdweg en de Kruisweg. Aan dit kruispunt liggen verder: het Oude Raadhuis (gemeentehuis van 1867 tot 1980), het voormalige Kantongerecht Haarlemmermeer en de voormalige Korenbeurs.